# Brink
A Brink egy FPS stílusú videójáték, amit a Splash Damage fejlesztett és a Bethesda Softworks adja ki Microsoft Windows-ra, PlayStation 3-ra és Xbox 360-ra. A játékot 2009. június 2-án mutatták be az E3-on, megjelenése: 2011 májusa.
A Brink az id Tech 4 motor kibővített változatát használja, amit az id Software fejlesztett ki Doom 3 videójátékukhoz. Ebben a kibővített motorban egy új renderelésű szerkezet van, ami igényli a több magos processzorokat.

## Játékmenet
A Brink történetét a játékos kooperatív módban játssza végig az interneten, összesen 15 küldetésen keresztül. A játékos saját karaktert készít magának, amellyel tapasztalati pontokat gyűjt össze a játék során, fejlesztheti karakterét, s kiválaszthatja, hogy melyik oldalon fog harcolni: a biztonsági erők, vagy a lázadók oldalán. A játékhoz való csatlakozás automatikusan megy végbe, a csapat összetételét a játékos nem tudja befolyásolni.
Ha a játékos bekapcsolódott a játékba, egy küldetéslistát kap, amelyek közül kiválaszthatja, hogy melyiket szeretné végrehajtani. A biztonsági erők és a lázadók ugyanazon a pályán, de ellentétes oldalon harcolnak. Egy-egy küldetést akárhányszor meg lehet ismételni (akkor is, ha sikeres volt). Sikertelen küldetés esetén lehet ugyanazt vagy másik küldetést választani.
A játékos különféle speciális képességeket választhat magának, ami az adott küldetésen belül érvényes: lehet katona (másoknak lőszert adhat át), felcser (gyógyíthat), műszaki (automatikus gépfegyverállást telepíthet, illetve javíthat).
Egy-egy pályán belül az aktuális feladat az, amit a játékos kiválaszt, ez menet közben változhat, illetve választható.
A játék helyszíne és ideje: a Földet teljes egészében víz borítja, valamikor 2030 után vagyunk egy mesterséges szigeten, egy Ark nevű helyen. A biztonsági erők célja Ark védelme, a lázadók célja Ark elhagyása.

## Külső hivatkozások
- Hivatalos oldal Archiválva 2010. február 7-i dátummal a Wayback Machine-ben (angolul)